# Сунай, Джевдет
Джевде́т Суна́й (тур. Cevdet Sunay; 10 февраля 1899 года, Трабзон — 22 мая 1982 года, Стамбул) — турецкий военный и государственный деятель, президент Турции (1966—1973).

## Биография
Окончил военное училище Кулели в Стамбуле. В годы Первой мировой войны воевал в качестве солдата на линии фронта в Палестине (1917), в 1918 г. в Египте оказался в британском плену. После освобождения принимал участие в Войне за независимость сначала на Южном, а затем на Западном фронтах.
В 1930 г. окончил Военную академию для офицерского состава. В 1933 г. получил назначение в отдел оперативного управления Генерального штаба. Пройдя ряд командных должностей, в 1949 г. он становится бригадным генералом, а в 1959 г. генералом армии.
В 1960—1966 гг. — начальник генерального штаба Вооружённых сил Турции. В 1966—1973 гг. — президент Турции, после чего получил пост пожизненного сенатора, пока этот орган не был упразднён после военного переворота 12 сентября 1980 года.